# Robert G. Harrington
Robert G. Harrington (n. 3 decembrie 1904 – d. 15 iunie 1987) a fost un astronom american care a lucrat la Observatorul Palomar. Harrington a descoperit și codescoperit mai multe comete, printre care cometele periodice 43P/Wolf-Harrington, 51P/Harrington, 52P/Harrington-Abell cât și 107P/Wilson-Harrington.
A descoperit de asemenea roiul globular Palomar 12, împreună cu Fritz Zwicky.
Drept omagiu, asteroidul (3216) Harrington îi poartă numele.